# حوزه انتخابیه دهم ایلینوی

ایلی نوی

حوزه انتخابیه دهم ایلی‌نوی یک حوزه انتخابیه مجلس نمایندگان آمریکا است که در ایالت ایلی‌نوی قرار دارد.